# Episodi de Le tre rose di Eva (quarta stagione)
La quarta stagione della serie televisiva Le tre rose di Eva, composta da 10 episodi, è stata trasmessa in prima visione assoluta in Italia da Canale 5 dal 5 novembre 2017 al 4 gennaio 2018, regia di Raffaele Mertens.
| nº | Titolo      | Prima TV Italia  |
| -- | ----------- | ---------------- |
| 1  | Episodio 1  | 5 novembre 2017  |
| 2  | Episodio 2  | 9 novembre 2017  |
| 3  | Episodio 3  | 16 novembre 2017 |
| 4  | Episodio 4  | 23 novembre 2017 |
| 5  | Episodio 5  | 30 novembre 2017 |
| 6  | Episodio 6  | 7 dicembre 2017  |
| 7  | Episodio 7  | 14 dicembre 2017 |
| 8  | Episodio 8  | 21 dicembre 2017 |
| 9  | Episodio 9  | 28 dicembre 2017 |
| 10 | Episodio 10 | 4 gennaio 2018   |

## Episodio 1

### Trama
Sono passati due anni dagli eventi della terza stagione: Villalba viene distrutta e devastata da una terribile alluvione, causata dall'inspiegabile cedimento della diga di Villalba. Alessandro si convince che i responsabili di tale evento siano gli Astori, una ricca famiglia di imprenditori vinicoli di Borgoriva dall'altra parte del lago, poiché vengono distrutte tutte le vigne di Villalba eccetto le loro. Quando Ivan Astori, uno dei figli, viene ritrovato senza vita, Fabio, suo fratello, accusa Alessandro dell'omicidio poiché il giorno prima il Monforte si è reso protagonista di una rissa con il primo in un bar a Villalba. Tessa, diventata nel frattempo sua compagna, scagiona Alessandro da ogni accusa. La distruzione di Primaluce correlata alla fitta presenza di debiti induce le Taviani a vendere la loro proprietà a Fabio, il quale propone, inutilmente, a Tessa di saldare i suoi debiti e lasciarle Primaluce nel caso in cui decidesse di ritrattare la testimonianza che scagiona Alessandro. Frattanto, dopo due anni durante i quali tutti l'hanno creduta e considerata morta, Aurora si risveglia in una villa misteriosa e fugge via dalla paura. Tornata a Villalba, Aurora si presenta alla Rupe, dove con grande sorpresa, riabbraccia i suoi familiari. Aurora non ricorda nulla di quanto le è successo in quei due anni: è come se la sua vita si fosse fermata al momento in cui Isabella sparò a lei e ad Alessandro. Il ritorno ha però un sapore amaro: Primaluce è stata venduta, Tessa si è fidanzata con Alessandro e la piccola Eva ha paura di lei. Sostenuta dal padre Ruggero, Aurora decide di riprendersi la sua vita e si scontra con gli Astori per riavere la sua casa e le sue terre. Nel contempo, Edoardo ha venduto tutte le proprietà della famiglia acquistando delle terme insieme alla sua nuova socia Veronica Torre. Tra Elena e Veronica non corre buon sangue: Elena dice a Veronica che Aurora è viva e che quando Edoardo la rivedrà scorderà persino il nome dell’attuale compagna. L'ambizioso Monforte si candida a sindaco di Villalba senza fare i conti con il passato: Aurora lo raggiunge e lo aggredisce brandendo una pistola, vuole sapere se è stato lui a tenerla lontana dai suoi affetti per due anni. Veronica però si mette davanti a Edoardo e lo para con il suo corpo. L'uomo è innocente ma viene costretto ad introdursi nell'ufficio del notaio e a distruggere tutti i documenti presenti, tra cui l'atto di vendita di Primaluce, non ancora trascritto. Gli Astori perdono quindi la tenuta e si rendono conto che Aurora rappresenta un chiaro e decisivo pericolo per la loro scalata al potere. Aurora torna nella sua casa dove ha un duro scontro con Alessandro che termina con una notte di passione. L'amore rinato viene interrotto da un incendio che avvolge la casa: la vendetta di Fabio non tarda a palesarsi. Aurora si rende conto quindi del pericolo rappresentato dalla nuova famiglia e decide di impegnarsi a combatterla anche per scoprire chi l'ha tenuta segregata per due anni. La donna riesce poi a riabbracciare Tessa, la quale, con il cuore in mano, le chiede perdono per essersi innamorata di Alessandro e per aver iniziato una relazione con lui. Intanto un'occulta lobby di potere vicina a Fabio monitora in maniera preoccupante i Monforte, le Taviani e Ruggero con l'intento di estendere i suoi interessi a Villalba.
- Altri interpreti: Claudio Corinaldesi (Soresi), Gilles Rocca (Dante)
- Ascolti Italia: telespettatori 3.479.000 - share 14.57%[2]

## Episodio 2

### Trama
Aurora vuole indagare sugli Astori e va a fare la vendemmia da loro: la complicità tra lei e Fabio è sempre più evidente. Edoardo Monforte grazie alla sorella di Fabio, Fiamma, rivela agli abitanti di Villalba la somma che gli Astori offriranno per comprare la cantina più antica del paese, la Decana, ma in realtà Fiamma lo frega, e l’asta la vince Fabio. Aurora a questo punto ha un malore e scopre che Lea, la madre di Fabio, è coinvolta nella sua sparizione nei due anni precedenti. In realtà è stato il padre di Aurora ad architettare tutto, per proteggerla. Aurora all’inizio vuole denunciarlo, poi scopre in commissariato che Lucia, la donna che la sta aiutando e conosce molti segreti della sua segregazione e della morte di Ivan Astori, è stata dichiarata dispersa nell’alluvione. Tessa fa un test di gravidanza: aspetta un bambino. Marzia scopre che Vittorio Astori, fratello del padre di Fabio, è padre suo e di Tessa. Aurora e Fabio si lasciano andare alla passione, ma la donna gli dice che non proverà mai nulla per lui.
- Ascolti Italia: telespettatori 3.166.000 - share 13.6%[3]

## Episodio 3

### Trama
Fabio si sente colpito nell’orgoglio e decide di chiedere a tutti i proprietari terrieri di Villalba di diventare soci: Aurora accetta, ma solo per scoprire se Astori ha veramente manomesso la diga. In realtà il piano di Fabio è sopraffino: con questa mossa vuole fare ingelosire Alessandro, affinché si allontani da Tessa e Tessa non confermi più l’alibi dell’uomo per quanto riguarda la morte di Ivan. Infatti Tessa è gelosa, e Alessandro decide di lasciarla, per non farla soffrire. Edoardo chiede a Fiamma di sposarlo. Alessandro cerca di mettere in guardia Aurora da Astori: lei lo segue e scopre che nel suo ufficio conserva la planimetria della diga. Lucia Greco contatta nuovamente Aurora e le dà appuntamento in un posto che in pochi conoscono: la Casa del Salice. Solo Camerana e Lea Astori sanno che valore abbia quel posto: che segreto nasconde Lucia? Vittorio Astori vuole ucciderla, ma lei riesce a rivelare ad Aurora che sa chi ha ucciso Ivan, e traccia dei segni sul terreno con il sangue di una sua ferita. Lucia è in fin di vita, ma Vittorio ora vuole uccidere Aurora, sotto gli occhi di Camerana.
- Ascolti Italia: telespettatori 3.153.000 - share 13.5%[4]

## Episodio 4

### Trama
Sperano tutti che Lucia Greco, non ancora uscita dal coma, sopravviva e possa dire qualcosa in più sulla morte di Ivan Astori. Fabio non si dà pace: è convinto che l’assassino sia Alessandro. Lea vede l’anello al dito di Fiamma e impazzisce: non vuole che la figlia sposi Edoardo Monforte, ma lei è ribelle e dopo aver risposto alla madre in maniera impertinente, se ne va. Edoardo continua a fare avances a Veronica: arriva Fiamma e gli chiede di sposarla il più presto possibile.
Lucia Greco è morta. L’unica speranza di svelare i segreti che si è portata nella tomba sono quei segni che ha visto Aurora per terra: possono somigliare a due iniziali ‘A’ ‘M’. Alessandro Monforte.
Il maresciallo telefona ad Aurora: qualcuno l’ha denunciata per spionaggio industriale e violazione di domicilio, per quando si è introdotta nell’ufficio di Fabio. Tra l’altro Fabio sta comunicando agli abitanti di Villalba che ha intenzione di sciogliere la società: un guaio, combinato da Aurora…
Fabio decide di aiutare pubblicamente Edoardo con la sua candidatura a sindaco. In cambio lui dovrà appoggiare i progetti di Fabio su Villalba. Durante una conferenza stampa, Monforte annuncia anche che lui e Fiamma si sposeranno. Veronica non si arrende: porta Edoardo a fare un giro in barca, gli dice che lo ama. Lui risponde che le deve molto, le dà un assegno in bianco da riempire con la cifra che vuole, ma non può amarla. Lui è imperterrito: deve sposare la piccola Fiamma. Nasce una colluttazione: Edoardo ferisce Veronica al collo, lei si butta dalla barca e si perdono le sue tracce nel lago.
Alessandro e Aurora stanno esplorando la diga. Un uomo di Vittorio Astori avvisa il colonnello, che gli ordina di far franare l’ingresso e denunciarli. I due rimangono bloccati, e non c’è campo. Fabio intercetta l’auto di Monforte e trova la mappa. Sente le prime esplosioni, va da Vittorio, ma lui non può fermare le detonazioni, che sono collegate. Aurora e Alessandro rischiano di essere sepolti vivi, ma Fabio si introduce lo stesso e li salva.
Marzia va da Vittorio per sapere qualcosa sul suo passato. Lui vorrebbe dire tutto anche a Tessa, che nel frattempo è a casa con la febbre alta e forti fitte alla pancia. Vittorio va da lei e la trova svenuta. Ha perso il bambino. Marzia è sconvolta: non sapeva nulla. Anche Alessandro, ignaro di tutto, va a casa a cercare Tessa e trova i fogli dell’ecografia, poi si precipita in ospedale.
Aurora ha anche scoperto che Ruggero Camerana allontanò Tessa. Fabio scopre che Tessa e Alessandro si sono lasciati e vuole andare ora dalla donna per convincerla a confessare la verità. Camerana va a prendere Tessa e la porta a casa sua. Lì c’è Lea, ma Ruggero non ne era al corrente. Lea decide di confessare a Fabio che Camerana, molto tempo fa, le ha salvato la vita. Ecco perché è così legata ad Aurora. Astori capisce che lei andava da Aurora, quando lei era in coma…
Il telefono di Ruggero squilla. Risponde Tessa. Lea le parla pensando sia Camerana; quindi dice a Tessa, inconsapevolmente, tutto riguardo ai due anni di Aurora. Tessa accoltella Camerana all’addome.
- Ascolti Italia: telespettatori 2.988.000 - share 12.6%[5]

## Episodio 5

### Trama
Ruggero, dopo essersi fatto medicare da Lea, decide di salvare Tessa dai carabinieri smentendo l'accaduto e perdendo ancora sangue, decide di rifugiarsi in un capanno dove lo raggiunge Aurora. Edoardo è tormentato dalle visioni di Veronica, mentre Fiamma inizia a mandare gli inviti per il matrimonio. Elena trova Mancini che prima la caccia via salvo poi raggiungerla alla spa per fare l'amore. Tessa si reca in ospedale scoprendo che a portarla lì non era stata Marzia bensì il vero padre Vittorio Astori e così decide di affrontarlo; a Primaluce litiga poi con le sorelle e in seguito anche con Alessandro. Carlo Astori ordina al fratello Vittorio di non andare al matrimonio, ma lui si ribella e  decide di appoggiare Edoardo in cambio di futuri favori quando sarà sindaco. Lea cerca di dissuadere la figlia con la collaborazione di Aurora, ormai ex moglie di Edoardo, ma il tentativo va a vuoto. Fuori da Primaluce, Aurora e Fabio si baciano proprio mentre Alessandro passa di lì in macchina. Tramite Antonio, il Monforte sfida Astori in combattimento, ma questo rifiuta davanti ad Aurora, alla quale Alessandro dichiara ancora il suo amore. Il giorno del matrimonio ricompare Veronica che minaccia Edoardo: se lui proverà di nuovo a fargli del male, alcune prove schiaccianti sul suo passato verranno consegnate ad un notaio. Al matrimonio di Fiamma è Edoardo, partecipano al gran completo le famiglie Astori e Monforte, ma con sorpresa anche Aurora e Veronica. Antonio Mancini, che aveva recuperato il telefono di Ivan dalla macchina di Lucia Greco insieme ad Alessandro, ha trovato alcune foto piccanti di Elena con Ivan e si presenta alla festa facendo una scenata. Le famiglie sono sconvolte: Elena viene attaccata per la morte dell'amante e si sente male, Antonio consegna il cellulare a Fabio che porta via Fiamma. La ragazza fugge con l’auto del fratello portando con sé inconsapevolmente il cellulare di Ivan, ma lungo la provinciale viene speronata. Viene trovata da Fabio e portata in ospedale dove Lucrezia dice che ad averla buttata fuori strada potrebbe essere stato Alessandro Monforte che aveva iniziato l'inseguimento e che quindi sarebbe in possesso del cellulare, Aurora, però, che è accorsa in ospedale non riesce a credere che Alessandro possa essere il colpevole.
- Ascolti Italia: telespettatori 2.978.000 - share 13%[6]

## Episodio 6

### Trama
Aurora avvisa Alessandro di essere ricercato e all'arrivo dei carabinieri lui racconta di aver smesso di seguire la macchina di Astori quando ha visto che a bordo c'era Fiamma; viene comunque portato in caserma vista l'ammaccatura sul lato destro della sua auto. Vittorio Astori cerca di portare Tessa dalla sua parte: ai carabinieri lei nega di aver ammaccato l'auto e ritira anche l'alibi sulla morte di Ivan dato che Alessandro le avrebbe chiesto di mentire sull'orario di rientro di quella notte. Il giorno dopo il giudice non conferma il fermo per Monforte che a Primaluce si scontra con Tessa davanti ad Aurora. Fiamma in ospedale racconta di essere stata seguita da Alessandro e così Fabio chiede ad Aurora di scoprire dove l'uomo tenga il cellulare di Ivan. Il Monforte recupera un contenitore dal suo pick-up sequestrato che poco dopo stranamente viene bruciato. Aurora, arrivata alla Rupe insieme a Fabio, scopre che nel contenitore ci sono foto e altri ricordi di lei e Alessandro e così i due se ne vanno insieme. Alessandro querela Tessa, convinto dal suo avvocato non sapendo che questo in realtà è al servizio di Vittorio Astori. Tessa inizia ad avere degli incubi per il senso di colpa; Camerana la avverte che non riuscirà a reggere questo peso e seguendola scopre che si vede con Vittorio il quale le mostra la querela di Monforte. Aurora in caserma viene interrogata dal maresciallo dato che Tessa l'ha accusata di aver cancellato le iniziali AM (quindi Alessandro Monforte) che Lucia Greco aveva scritto con il sangue al rudere prima di morire; Marzia le dice che secondo lei Tessa ha mentito riguardo alla sera della morte di Ivan e così Aurora, confusa, conferma al maresciallo di aver cancellato la scritta. Edoardo, che continua ad essere istigato da Veronica, riesce finalmente a incontrare l'amata Fiamma in ospedale. Elena sospetta che ad aver ucciso Ivan possa essere stata la moglie Lucrezia per impossessarsi dei suoi soldi, Alessandro viene avvisato dal suo avvocato di aver ricevuto un mandato di arresto e si precipita a Primaluce dove affronta Aurora prima di essere arrestato dai carabinieri per la morte di Ivan e il tentato omicidio di Fiamma. Ruggero dice ad Aurora di essere preoccupato per la frequentazione di Tessa con Vittorio Astori, ma Marzia svela loro che l'uomo è il loro padre. In quel momento arriva proprio Tessa che dà l'addio a Primaluce e va via con il colonnello; fa poi visita ad Alessandro in carcere raccontandogli la verità sulla scomparsa di Aurora. Si scopre che Veronica è la persona che si è impossessata del cellulare di Ivan dopo lo speronamento di Fiamma e che ha incendiato il pick-up di Alessandro per vendetta. Aurora dice a Marzia di voler salvare sia Tessa che Alessandro, due parti importanti del suo cuore.
- Ascolti Italia: telespettatori 2.928.000 - share 12,7%[7]

## Episodio 7

### Trama
Alessandro dopo aver ricevuto la visita di Eva e Aurora dice alla donna di non volerla più rivedere poiché non gli aveva raccontato che era stato Camerana a tenerla nascosta due anni. Vittorio Astori riceve prima una busta con un proiettile e poi una chiamata da Soresi, amministratore delegato della società che costruirà la nuova diga, come ultimo avviso a concludere le pratiche per l'inizio dei lavori. Fiamma esce dall'ospedale e si trasferisce da Edoardo venendo aggredita ripetutamente da Veronica. Antonio Mancini, assunto da Edoardo per proteggere sua moglie dalle continue aggressioni di Veronica, fa ingelosire Elena baciandosi con Veronica in piscina. Fabio si trova in una sua casa di famiglia insieme ad Aurora e trova una pistola con il porto d'armi di suo fratello; il giorno dopo presso un'armeria di Roma i due scoprono che l'acquisto risale al giorno successivo all'inondazione e quindi prima dell'aggressione subita da parte di Alessandro di cui non poteva quindi avere paura. Elena rivela ai due che Ivan aveva chiesto il divorzio da Lucrezia. Veronica, avendo scoperto che la password è Elena, consegna il cellulare di Ivan al colonnello Astori pattuendo una percentuale sugli utili dell'affare della diga, l'elezione a sindaco di Edoardo e l'allontanamento di Fiamma. Marzia e Aurora tentano di riportare Tessa a Primaluce. Vittorio svela a Lea di essere il padre delle Taviani, mostra il cellulare di Ivan con il video registrato poco prima di morire e di prepotenza dice al fratello che d'ora in poi comanderà lui; si scopre poi che anche lui è amante di Lucrezia. Alessandro riceve finalmente Aurora dopo che questa ha passato una notte sotto la pioggia fuori dal carcere e viene aggiornato sulle indagini. Fiamma istiga Veronica venendo quasi strozzata durante un massaggio e arriva a denunciarla per tentato omicidio e anche per lo speronamento in auto, ma Edoardo copre la donna dicendo che era con lui dopo il matrimonio. Vittorio racconta a Marzia che è stata concepita all'Osteria del Passo; la donna vi si reca e da una foto in bianco e nero nota che Vittorio ha partecipato alla costruzione della diga quasi 40 anni prima sotto l'ingegnere Pavoletti. Marzia e Aurora si recano a Roma ma scoprono che è stato ucciso da un pirata della strada sei mesi prima. Da uno scontrino trovato nelle tasche di Ivan Aurora capisce però che è stato al bar a fianco all'ufficio di Pavoletti. Saputo questo, Fabio inizia ad avere dei dubbi e si rifiuta di firmare le carte della diga davanti a Lucrezia e ai membri della lobby; mette poi al corrente Aurora del progetto della nuova diga. Edoardo viene eletto sindaco di Villalba con il 57% dei voti, ma iniziano i dissapori con la moglie a causa della presenza di Veronica. All'interno di un bar, Elena sente un ragazzo dire che ha visto Alessandro la notte della morte di Ivan e che non vuole scagionarlo poiché gli ha tolto delle terre; dopo aver avvisato Mancini, fa finta di corteggiarlo ma quando un amico lo mette al corrente dell'identità della donna cerca di abusare di lei venendo fermato appena in tempo da Antonio, accorso con Fabio e Aurora. L'ex carabiniere lo costringe a testimoniare a favore di Alessandro che viene così scarcerato rifiutando Aurora che lo sta aspettando accompagnata da Fabio. Vittorio si trasferisce a Villa Astori insieme a Tessa facendole firmare il riconoscimento di paternità. La lobby è così pronta a prendere il controllo sul colonnello: il  nuovo capo famiglia costringe Carlo ad assegnargli tutte le deleghe di Fabio il quale rimane esterrefatto. Aurora fissa le stellette militari della sua divisa e le collega a Lucia Greco che prima di morire aveva fatto dei segni simili sotto la presunta sigla ATM.
- Ascolti Italia: telespettatori 2.634.000 - share 11,1%[8]

## Episodio 8

### Trama
Vittorio propone un'alleanza ad Alessandro: se lui lo aiuta a cacciare Aurora dalle sue terre,  riceverà denaro e potere per poter fuggire insieme alla piccola Eva. Antonio Mancini, da un post-it che era stato trovato nelle tasche di Ivan, risale a un numero di protocollo dell'esercito: il documento relativo al codice si trova nella caserma Tonale di Roma e così Fabio e Aurora lo recuperano. Vittorio per completare il suo progetto chiede ad Alessandro la Rupe e Primaluce. Il Monforte è deciso ad uccidere il suocero Ruggero Camerana poiché le ha tenuto nascosto per due anni Aurora la quale interviene però appena in tempo facendogli cambiare idea. Lea prima e Aurora poi cercano di mettere Tessa in guardia da Vittorio mentre Fabio dice ad Alessandro che farà meglio di lui con Aurora. Durante una festa a casa Astori Aurora cerca di portare ancora una volta Tessa dalla sua parte ma interviene Alessandro che la fa portare via da Fabio e consegna poi le chiavi della Rupe a Vittorio pretendendo di entrare nell'affare della diga con lo scopo di avere poi potere per portarsi via sua figlia Eva. Durante la festa Veronica dice addio ad Edoardo e gli dice che è stato l'unico uomo che ha amato veramente nella sua vita.
Cristina Rontal, il vero capo della società che farà costruire la nuova diga, incontra per la prima volta il colonnello Vittorio Astori, mettendolo in guardia da Alessandro Monforte e Veronica Torre. Quest'ultima viene rapita proprio da un suo scagnozzo al quale è costretta a consegnare la copia della memory card del cellulare di Ivan e a fornire indicazioni su una cassetta di sicurezza. Alessandro si presenta con Lucrezia a Primaluce con una proposta d'acquisto ma Aurora li caccia via minacciandoli con un fucile. Gli ispettori sanitari trovano poi del cadmio e del piombo nei campi; in realtà è stato Alessandro ad avvelenare il terreno prevedendo il rifiuto di Aurora così da poter procedere con l'esproprio. Tessa inizia ad avere dei dubbi su Vittorio e fruga nel suo ufficio ma l'uomo la scopre e la convince facendole vedere una lettera scritta da sua madre. Il sindaco presenta ufficialmente il progetto della diga insieme ad Astori ma rinfaccia al fratello di tradire sé stesso vendendo la Rupe e Primaluce. Aurora riceve per posta una lettera d'amore che Alessandro aveva scritto quando era in carcere e si mette a piangere. Edoardo è insospettito dalla partenza improvvisa di Veronica e una notte gli arriva una notifica che qualcuno ha avuto accesso alla loro cassetta di sicurezza: dalla banca inizia a seguire l'uomo della Rontal arrivando a un casolare dove trova Veronica che è appena stata accoltellata dalla donna misteriosa. Veronica gli dice per l'ultima volta che lo ama ed Edoardo la bacia davanti a Fiamma che lo aveva seguito. Ora che la donna è morta, Edoardo è convinto che verrà rovinato dal notaio e confessa quindi alla moglie di aver ucciso Eva Taviani, Amedeo Torre e Isabella Domini (la sua ex fidanzata). La Rontal uccide il suo uomo che si è intrufolato in casa sua scoprendo una cella segreta dove lei ha intenzione di rinchiudere la persona che ama, ovvero Alessandro Monforte. Lui intanto affronta ancora una volta Aurora a Primaluce intimandola a firmare la vendita. La piccola Eva osserva la lite e si rifugia in cantina dove Marzia la trova e le fa vedere una tavola sulla quale la madre segnava le altezze delle tre sorelle con le loro iniziali: A-M-T ovvero le stesse lettere che aveva inciso Lucia Greco.
Mancini rivela a Fabio che il fratello è stato ucciso con un colpo che solo un militare era in grado di fare e così attacca lo zio Vittorio che mostrandogli l'ultimo video che ha registrato il cellulare di Ivan fa vedere che ad ucciderlo per disgrazia è stato Carlo spingendolo.
- Ascolti Italia: telespettatori 3.037.000 - share 13,8%[9]

## Episodio 9

### Trama
Carlo spiega a Fabio come sono andate le cose: dopo aver aspettato a lungo Ivan a casa per capire di più sulla lite con Monforte lo ha seguito alla diga dove il figlio stesso ha confessato di averla manomessa per favorire il padre il quale nel tentativo di costringerlo a tornare a casa con lui lo ha spinto giù di sotto. Marzia racconta ad Aurora il fatto delle loro iniziali. Fabio racconta la verità sulla morte del fratello ad Aurora e dice di essersi innamorato di lei. Carlo decide di suicidarsi, come gli ha suggerito suo fratello, ma viene salvato dal figlio che lo convince a costituirsi: la mattina seguente i carabinieri portano via lui e Vittorio ma perquisendo la villa non trovano nulla perché Lucrezia ha preso appena in tempo il cellulare di Ivan e poco dopo viene rilasciato. Aurora ferma Alessandro spiegandogli che Fabio non sapeva nulla. Alessandro incontra Pietro Soresi e viene portato villa del presidente Rontal lo addormenta; quando si risveglia lei si  nasconde e Soresi lo riporta indietro. Edoardo vuole vendicare Veronica ma si impaurisce vedendo da lontano il notaio Castaldo e fugge assieme Fiamma. In un campo viene ritrovato il corpo di Veronica e il notaio consegna il suo memoriale ai carabinieri e ad Alessandro con un video in cui la donna dice che sarebbe morta per colpa di Edoardo. I tre fratelli Monforte si incontrano di nascosto nel bosco: Edoardo si difende raccontando che Veronica ricattava Vittorio con la copia del cellulare di Ivan che è sparita e che al casolare di sfuggita ha visto andare via una donna; Alessandro sospetta così della Rontal ma Mancini su di lei non riesce a scoprire niente e Fabio capisce che lui in realtà sta cercando di incastrare Vittorio. Ruggero riesce a mettere in contatto telefonico Lea e Carlo e dice a Tessa che presto la porterà via dalla villa con la forza. Aurora rimane senza parole quando Fabio le chiede di sposarlo e decide di accettare. Alessandro, spaventato dalla ritorsione della figlia contro di lui, confessa di aver finto di appoggiare Vittorio davanti a Marzia e Tessa che viene rinchiusa a Primaluce e sorvegliata da Ruggero cosicché non possa rivelare tutto al padre il quale inizia a cercarla con insistenza. Aurora viene messa al corrente e così si chiarisce con Alessandro e con Tessa. Marzia, fingendo di essere preoccupata per la sua scomparsa, viene ospitata a Villa Astori: nello studio di Vittorio trova una sua foto con la madre Eva con scritto: "Marzia è figlia della mia speranza, Tessa del tuo tradimento, Aurora non sarà figlio del tuo odio. Non tornare mai più". Nel tentativo di scappare viene ferita dal capitano De Falco ma riesce comunque a portare la foto alle sorelle prima di essere portata in ospedale. Alessandro invita a cena la Rontal a Villalba ma in realtà è un diversivo e nella sua villa trova la sim di Ivan e inoltra il suo ultimo video ad Aurora: il ragazzo prima di morire racconta che le Taviani sono la chiave di tutto, che Tessa è nata da una violenza e che Eva aveva denunciato Vittorio; confessa infine di aver manomesso la diga. La Rontal però capisce l'inganno e torna alla villa facendo colpire Alessandro che ha trovato una sua vecchia foto. Tessa litiga con Vittorio ma interviene Aurora che racconta tutto e in una colluttazione con Ruggero fuori dalla villa il colonnello viene disarmato per poi essere arrestato dai carabinieri sopraggiunti su segnalazione di Fabio che aveva ricevuto il video da Aurora. Alessandro si trova ora rinchiuso in una cella nella villa della Rontal e sentendola suonare al pianoforte capisce che si chiama Ada e che la stessa melodia veniva suonata dalla madre dell'ultima.
- Ascolti Italia: telespettatori 3.048.000 - share 13,6%[10]

## Episodio 10

### Trama
L'auto di Alessandro viene ripescata dal lago e Cristina Rontal, per tormentare e spaventare Alessandro, invita Aurora alla villa con la scusa di consegnarle un ciondolo che l'uomo avrebbe dimenticato lì. Tessa cede alle tentazioni di Ruggero e i due finiscono per fare l'amore. Mancini, sentendo la melodia suonata al pianoforte nell'audio mandato da Alessandro ad Aurora, risale a un maestro di musica il quale racconta che il brano era stato composto da una sua promettente allieva, Cristina Del Mare per la figlia adolescente Ada rivelando inoltre che la donna si è suicidata, apparentemente per amore secondo alcune voci, subito dopo. Aurora e Mancini in un album scorgono la foto delle due con Alessandro ed Elena racconta alla Taviani che Cristina aveva aiutato i Monforte con la vendemmia del 2006 quando lei era in carcere, ma che Alessandro e Cristina erano rimasti in buoni rapporti di amicizia dopo la fine della loro storia. Per scoprire di più sulla figlia di Cristina, Ada, Aurora incontra una suora presso il collegio a cui Ada era stata affidata. La suora le racconta che la ragazza da sempre era molto violenta con le compagne e spudorata con le insegnanti e che alla fine era scappata dall'istituto aggiungendo che la ragazza era ossessionata, sotto ogni aspetto, dall'amante della madre del quale parlava continuamente. Nel frattempo Alessandro confronta la sua carceriera e durante il dialogo l'uomo capisce che Ada, da sempre ossessivamente e follemente innamorata di lui, ha ucciso per gelosia la sua stessa madre per avere Alessandro tutto per sé oltre ad aver dato il colpo di grazia a Ivan Astori dopo averlo trovato agonizzante alla diga. Alessandro cerca di far ragionare Ada e vedendo l'instabilità totale della donna le garantisce di aiutarla, ma la Rontal ha ormai un solo chiodo fisso in testa: vendicarsi di Alessandro facendolo soffrire e gli promette che lo farà portandogli via Aurora, ciò che Alessandro ha di più caro. Fabio scopre che a Villa Rontal è stato costruito un bunker insonorizzato con un impianto di aerazione e vi si reca con Aurora: la ragazza attraverso il condotto raggiunge Alessandro che è stato avvelenato da Ada con un'iniezione di curaro e finisce rinchiusa nella cella insieme a lui e a Fabio, anch'esso avvelenato fuori dalla villa mentre cercava di difendersi da Soresi. Il presidente per mettere sadicamente Aurora in difficoltà dà una sola dose dell'antidoto alla Taviani che può salvare solo uno dei due, ritenendolo un gioco. Ma Aurora astutamente e senza farsi vedere, con un trucco consegna metà pillola ad Alessandro e metà a Fabio. Cristina convinta che Aurora abbia scelto di salvare Fabio torna nei sotterranei ed apre la cella per abbracciare Alessandro agonizzante, ma viene rinchiusa nella cella dai tre. Dopo essere stata liberata dal fedele Soresi accorso in suo aiuto e aver raggiunto Aurora, Alessandro e Fabio sulle scale, viene sparata da Edoardo che salva i tre fuggiaschi (dove dopo essersi rotolata sulle scale esala l'ultimo respiro morendo distesa nella sua villa), che poi fugge e viene ferito al fiume dai carabinieri che erano sopraggiunti alla villa su segnalazione di Camerana. Carlo torna a casa da Lea, Mancini viene invitato dal maresciallo a tornare in servizio ma per il momento preferisce restare con Elena mentre Fiamma in ospedale racconta a Edoardo di essere incinta e il Monforte accoglie la notizia con gioia e abbraccia l'amata moglie. Lui deve scontare la sua pena in carcere, ma lei è disposta ad aspettarlo. Marzia si trasferisce a Firenze e trova un lavoro per Tessa su una barca che però è in realtà di Ruggero. I due finalmente si ricongiungono e sono pronti a vivere finalmente il loro amore. Sono passati sei mesi e Aurora arriva in chiesa per sposarsi con Fabio ma, presa dai suoi sentimenti per Alessandro, non riesce a dirgli di sì e scappa. Alessandro, spronato da Tessa, arriva in chiesa ma trova solo un frastornato Fabio e torna al lago dove finalmente si ricongiunge con l'amatissima Aurora. Infine proprio lì i due, per la gioia dei loro familiari, si sposano in una cerimonia intima e semplice in presenza della loro famiglia: Ruggero, Tessa, Marzia, Antonio, Elena e la piccola Eva. Alessandro e Aurora infine ballano un romantico lento in riva al lago mentre sono abbracciati.
- Ascolti Italia: telespettatori 3.277.000 - share 13,9%[11]